# Craugastor catalinae
Craugastor catalinae is een kikker uit de familie Craugastoridae. De soort werd voor het eerst wetenschappelijk beschreven door Jonathan Atwood Campbell en Jay Mathers Savage in 2000. Oorspronkelijk werd de wetenschappelijke naam Eleutherodactylus catalinae gebruikt.
De soort komt voor in Midden-Amerika en wordt met uitsterven bedreigd, onder meer door chytridiomycose. Craugastor catalinae is momenteel door de IUCN als kritiek geclassificeerd.
Craugastor catalinae komt voor in het zuidwesten van Costa Rica en het westen van Panama in bosgebieden van 1220 tot 1800 meter, waaronder de Pacifische zijde van Parque Internacional La Amistad. Het aantal Craugastor catalinae is sterk afgenomen.